# Animal I Have Become
Singles de Three Days Grace
Home
(2004) Pain
(2006)
Pistes de One-X
Pain Never Too Late
Animal I Have Become est le premier single extrait du second album de Three Days Grace, One-X. C'est une des chansons apparaissant le plus souvent en concerts.

## Clip vidéo
La vidéo, réalisée par Dean Karr, avec le chanteur Adam Gontier comme personnage principal, montre un homme se regardant dans des miroirs, et autres objets réfléchissants, qui se voit comme une entité monstrueuse aux yeux de mort avec un trou béant rempli de dents menaçantes à la place d'une bouche (on le voit à deux reprises). Le clip se termine avec lui rencontrant une femme dans un bar, qu'il voit avec les mêmes yeux et bouches monstrueux que lui. Il renverse ensuite une table et jette une chaise à travers une fenêtre. L'homme découvre que c'était un rêve, mais sa chambre à coucher est en désordre.

## Autour de la chanson
- La chanson a été utilisée par BaniTheKitty pour créer un même du même nom, montrant le côté démoniaque d'un personnage devenir hors de contrôle, tuer ses amis. Le côté normal du personnage comprend que le démon siègera en lui pour toujours.
- Elle a aussi été utilisée par LinksTheSun pour le générique de son émission, Le Point Culture.
- Le morceau apparaît également dans le jeu WWE SmackDown VS Raw 2007